# 佩德罗·利纳雷斯
佩德罗·利纳雷斯·洛佩斯（Pedro Linares López，1906年6月29日—1992年1月26日）是一位出生于墨西哥城的墨西哥艺术家，佩德罗·利纳雷斯以製作阿莱布里赫而闻名。